# Bo (hund)

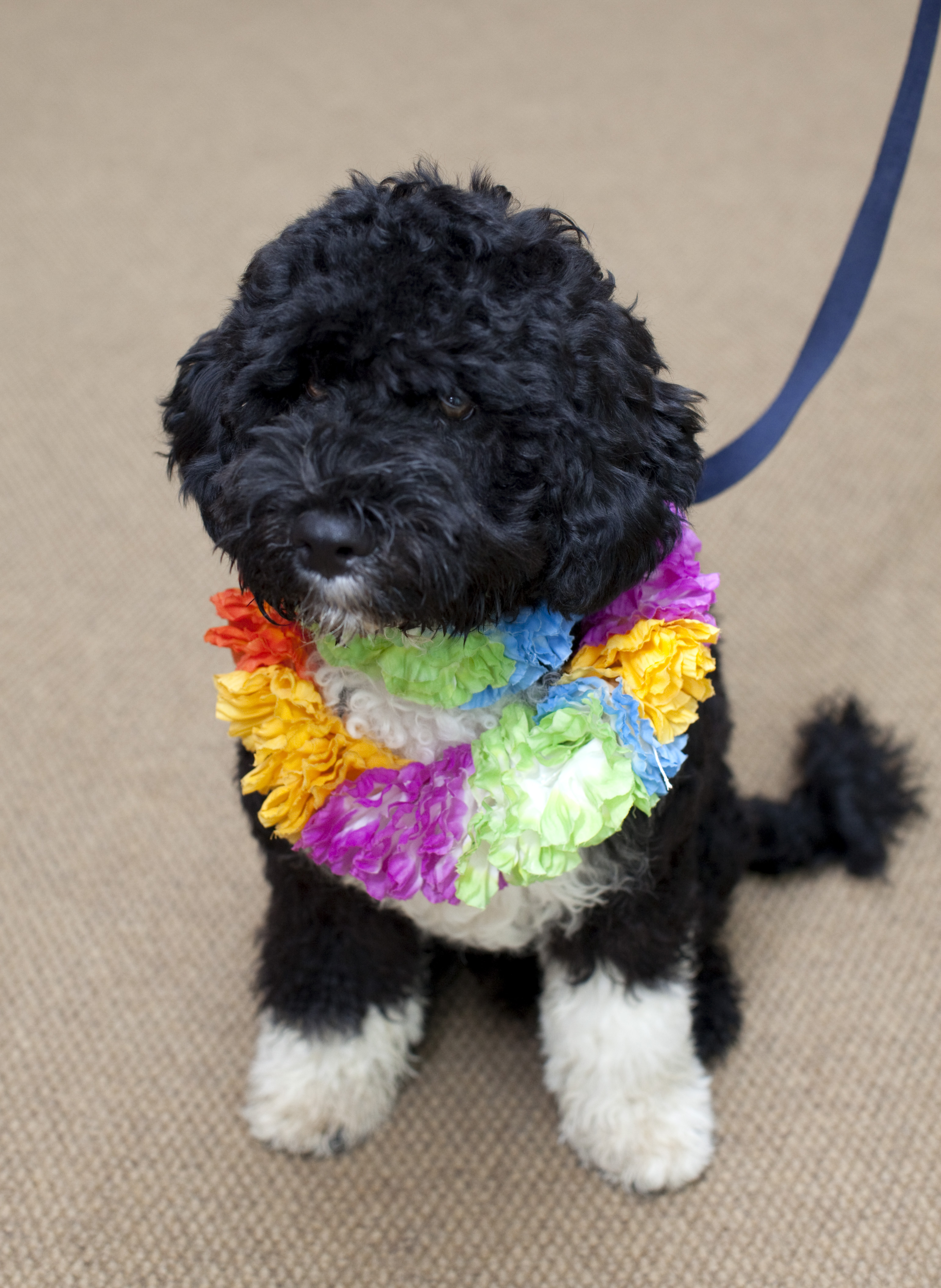
Bo Obama som valp.

Bo, född 9 oktober 2008, död 8 maj 2021, var en hund tillhörande president Barack Obama och dennes familj. Bo var en hane av rasen portugisisk vattenhund. Bo var en gåva från senator Ted Kennedy och dennes hustru. Presidentens val av hund väckte stor uppmärksamhet i den amerikanska pressen sedan Obama lovade sina döttrar en valp under presidentkampanjen. Bo brukade ofta ha på sig en lei, som är typisk för Hawaii, eftersom Barack Obama kommer från Hawaii. Bo fick sitt namn av Barack Obamas döttrar.
2013 skaffade familjen även hunden Sunny, en tik av samma ras.
Bo dog 8 maj 2021.

## Referenser

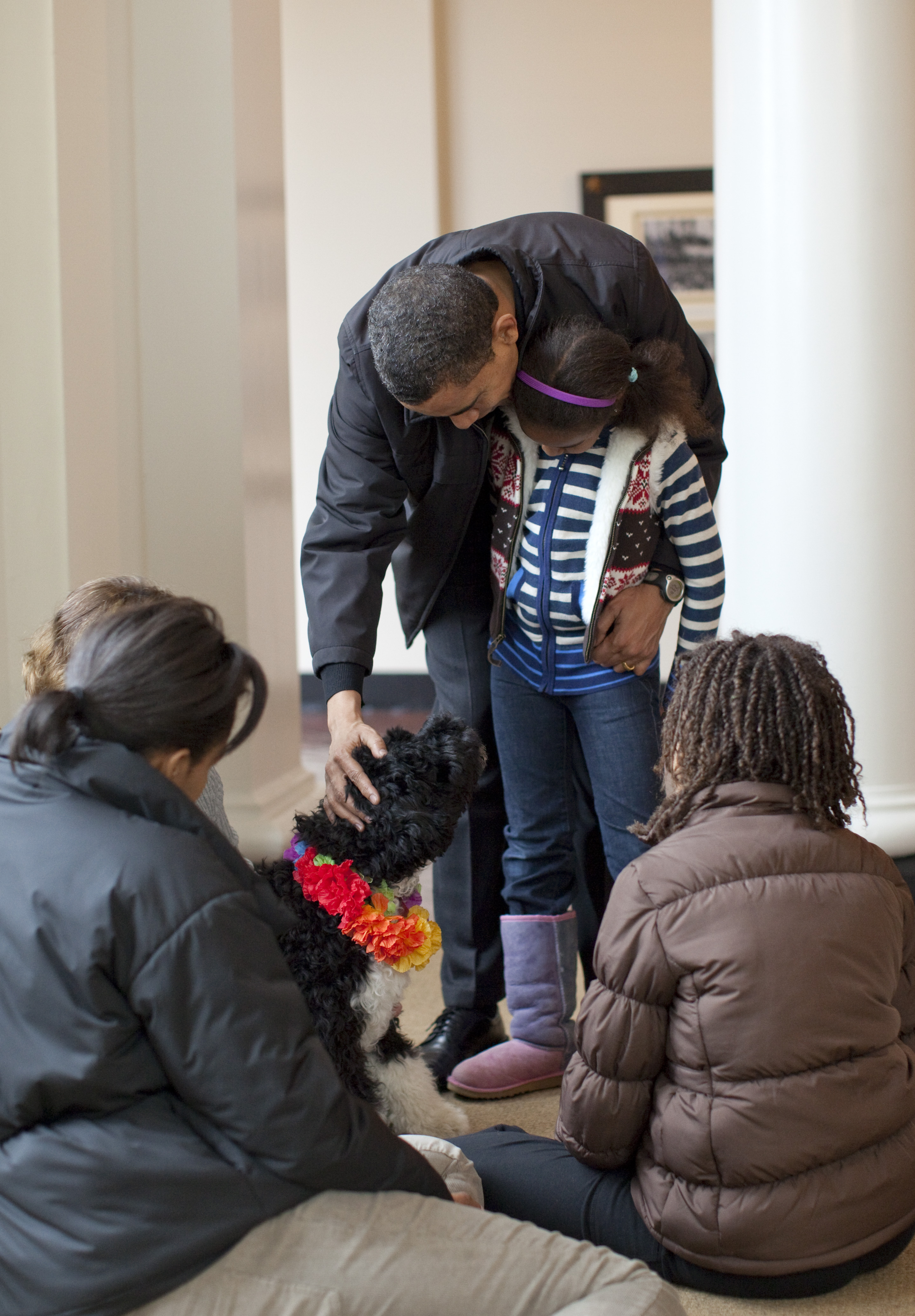
Familjen Obama med Bo